# Теплоозёрское городское поселение
Теплоозёрское городско́е поселе́ние — муниципальное образование в Облученском районе Еврейской автономной области Российской Федерации.
Административный центр — пгт Теплоозёрск.

## История
Статус и границы городского поселения установлены Законом Еврейской автономной области от 26 ноября 2003 года № 229-ОЗ «О статусе и границе Облученского муниципального района»

## Население
| 2009  | 2010  | 2011  | 2012  | 2013  | 2014  | 2015  |
| ----- | ----- | ----- | ----- | ----- | ----- | ----- |
| 4953  | ↘4311 | ↘4286 | ↗5416 | ↘5278 | ↘5138 | ↘5020 |
| 2016  | 2017  | 2018  | 2019  | 2020  | 2021  | 2023  |
| ↘4903 | ↘4833 | ↘4729 | ↘4612 | ↘4577 | ↗4768 | ↘4657 |

## Состав городского поселения
| № | Населённый пункт | Тип населённого пункта      | Население |
| - | ---------------- | --------------------------- | --------- |
| 1 | Лондоко          | село                        | ↘194      |
| 2 | Лондоко-завод    | пгт                         | ↘982      |
| 3 | Теплоозёрск      | пгт, административный центр | ↘3481     |